# Janine Wissler
Janine Wissler (Langen (Hessen), 1981. május 23. –) német politikus. 2021. február 27-én Susanne Hennig-Wellsow mellett megválasztották a Baloldali Párt társelnökének.

## Életpályája
Hennig 2001-ben érettségizett a Ricarda-Huch iskolaban. 2001 és 2012 között a fankfurti Goethe Egyetemen politikatudományt tanúlt.
2008 a hesseni tartományi parlament (Hessischer Landtag) tagja lett. 2014-ben megválasztották Baloldali Párt helyettes elnökének.